# Christian von Sachsen-Weißenfels (1652–1689)

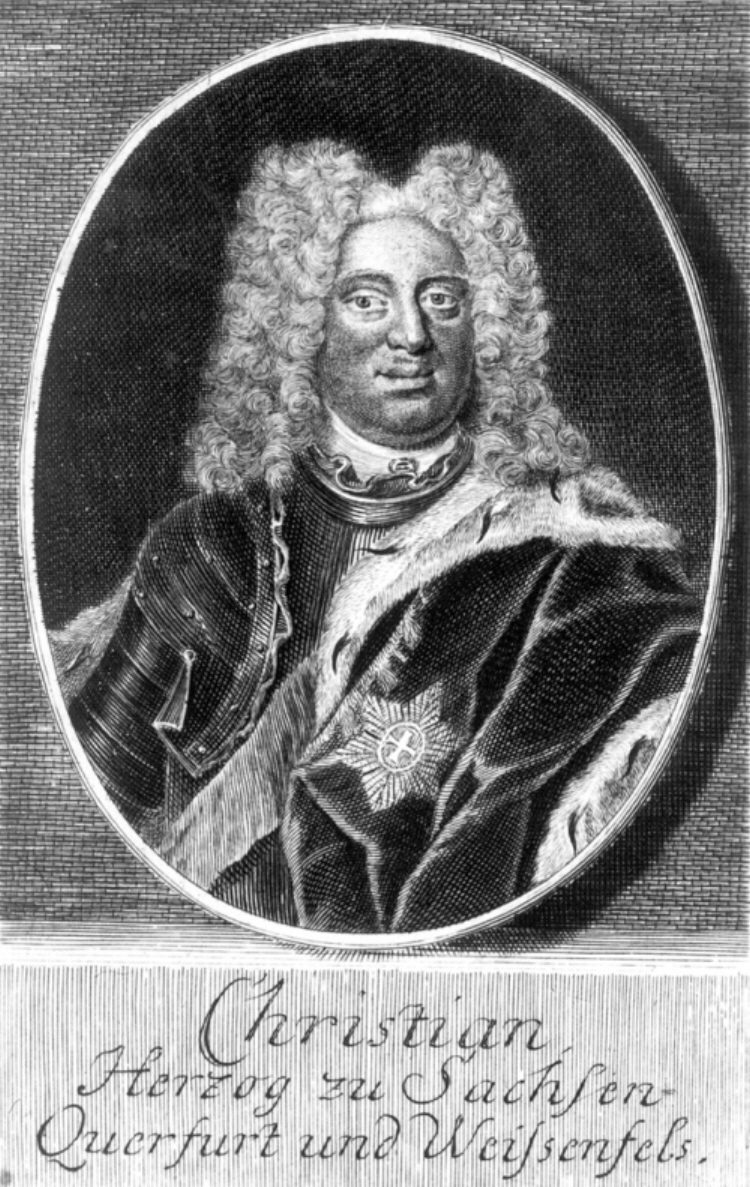
Christian von Sachsen-Weißenfels

Christian von Sachsen-Weißenfels (* 25. Januar 1652 in Halle; † 24. August 1689 vor Mainz) war ein geborener Prinz und (Titular-)Herzog von Sachsen-Weißenfels sowie kursächsischer General und entstammte einer Seitenlinie der albertinischen Wettiner.

## Familie
Christian war der dritte Sohn des Herzogs August von Sachsen-Weißenfels und dessen Gemahlin Anna Maria von Mecklenburg-Schwerin, Tochter des Herzogs Adolf Friedrich I. von Mecklenburg-Schwerin.

## Leben
Christian, der sich als dritter Sohn kaum Hoffnungen auf das väterliche Erbe machen konnte, widmete sich standesgemäß dem Militär. 1673 warb er ein Infanterie-Regiment und kämpfte damit am Oberrhein. Am 4. Februar 1677 wurde er zum kursächsischen Generalwachtmeister ernannt. Er nimmt 1683 auch am Entsatz von Wien teil.
Im Großen Türkenkrieg führte Herzog Christian 1686 das kursächsische Kontingent von 4.200 Mann bei der Belagerung von Ofen (1684/1686) und zeichnete sich gemeinsam mit seinem Bruder Heinrich ebenda aus.
Im darauffolgenden Pfälzischen Erbfolgekrieg, einem Reichskrieg gegen das expandierende Frankreich nahm er ab 1688 an der Seite von Kurfürst Johann Georg III. von Sachsen teil. Als Feldherr war er sehr erfolgreich, wovon seine Ernennung zum kursächsischen Generalfeldmarschall-Leutnant zeugt.
Prinz Christian wurde von seinem Vater, der ihr Oberhaupt war, in die Fruchtbringende Gesellschaft aufgenommen. Ihm wurde der Gesellschaftsname der Freundliche verliehen.
Prinz Christian wurde am 24. August 1689 37-jährig bei der Belagerung von Mainz durch eine Musketenkugel tödlich verwundet und in einem Zinnprunksarg in der Schlosskirche von Neu-Augustusburg beigesetzt. Da der Leichnam vor seinem langen Transport nach Weißenfels zunächst einbalsamiert werden musste, wurden die entnommenen Eingeweide getrennt in einer Urne in der Schlosskirche bestattet.